# Ronan Marinho
Ronan Marinho (Parintins, 1 de setembro de 1990) é um artista visual e designer 3D brasileiro.
Atualmente trabalha como projetista nas escolas de samba do Rio de Janeiro e tornou-se uma referência na área em sua cidade natal, Parintins. Sua trajetória vai de Parintins, no Boi-bumbá Caprichoso, ao Rio de Janeiro, onde trabalha atualmente. 
Já passou pelas agremiações G.R.E.S. Beija-Flor de Nilópolis, G.R.E.S. São Clemente, G.R.E.S Inocentes de Belford Roxo no grupo especial em 2012, e atualmente está na G.R.E.S. Imperatriz Leopoldinense.

## Trabalhos
- Boi Bumbá Caprichoso, desde 2011
- G.R.E.S. Inocentes de Belford Roxo 2012
- G.R.E.S. São Clemente 2013
- G.R.E.S. Beija-Flor de Nilópolis 2013
- G.R.E.S. Imperatriz Leopoldinente, atualmente

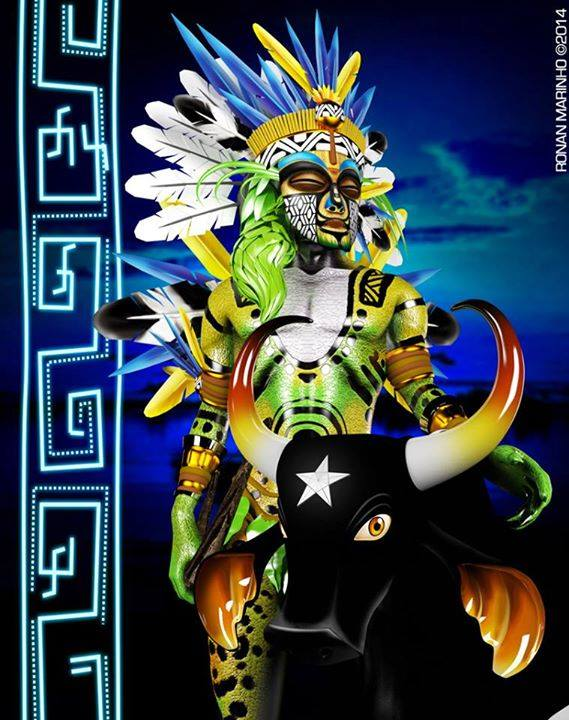
Boi Caprichoso (2014)
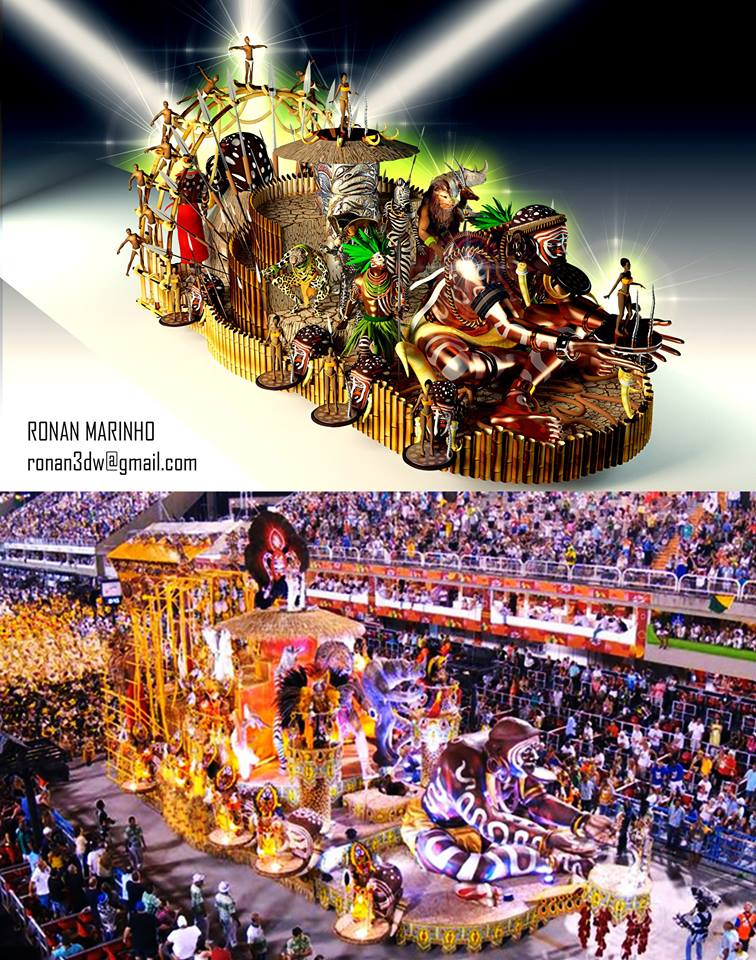
Imperatriz Leopoldinense (2014)
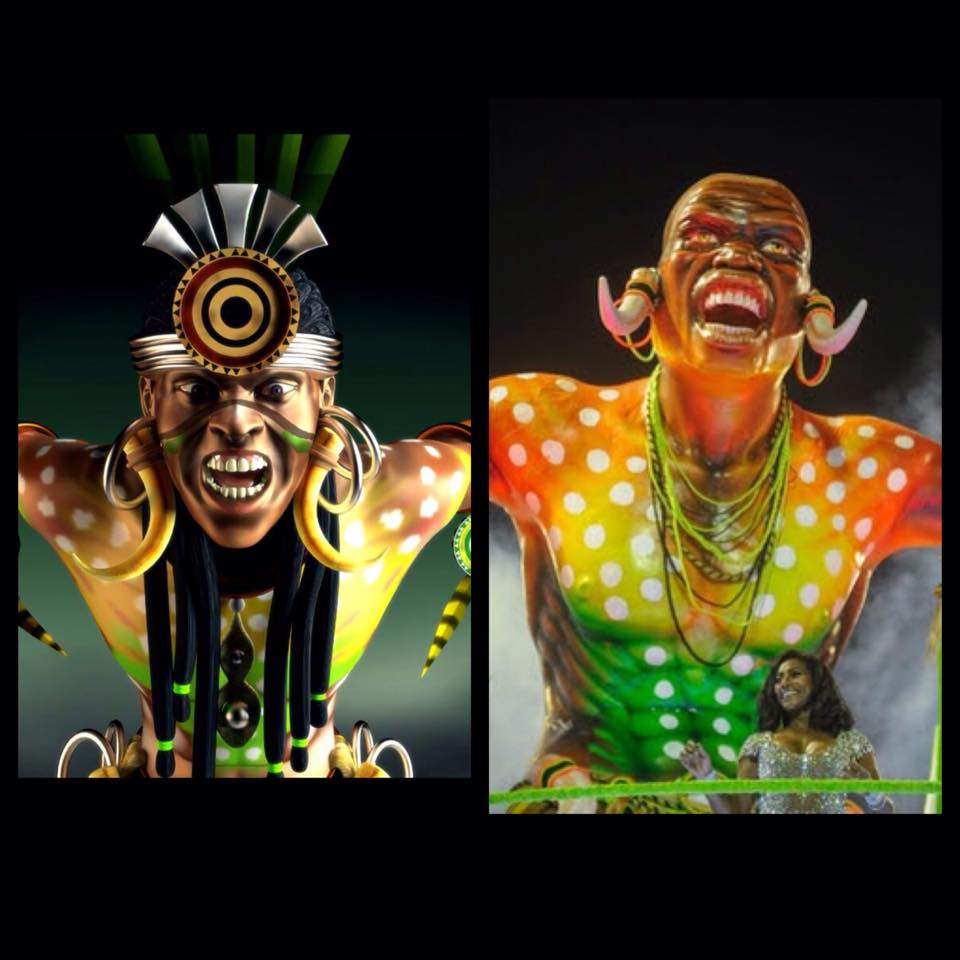
Imperatriz Leopoldinense (2014)